# Masami Nagasawa

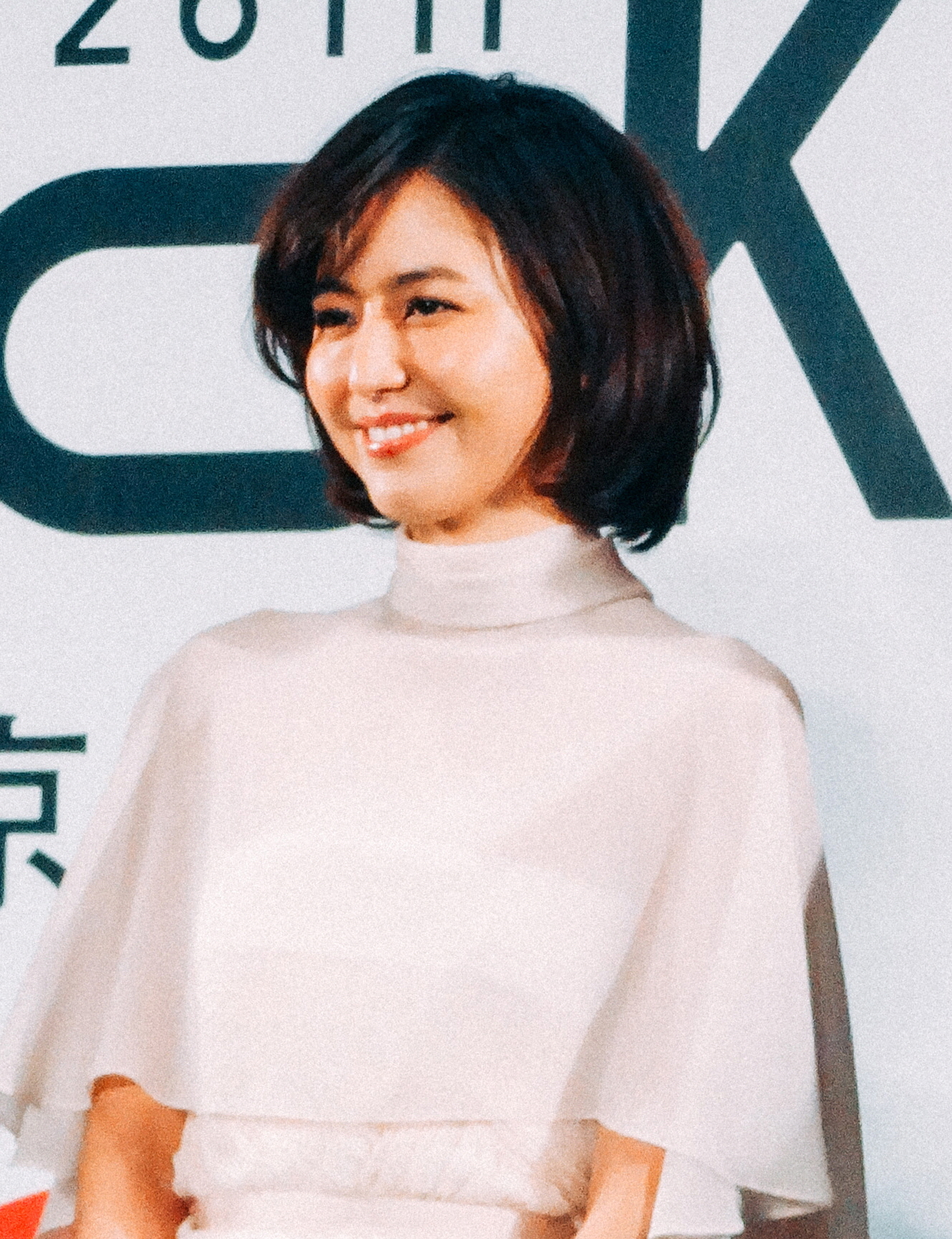
Tokyo International Film Festival 2013

Masami Nagasawa (jap. 長澤まさみ Nagasawa Masami; ur. 3 czerwca 1987, w Iwace, w prefekturze Shizuoka) – japońska aktorka.

## Filmografia

### Seriale (J-DRAMA)
- Sanada Maru (NHK 2016)
- Wakamonotachi 2014 (Fuji TV 2014)
- Toshi Densetsu no Onna 2 (TV Asahi 2013)
- SUMMER NUDE (Fuji TV 2013, ep1-6) jako Kazumi Ichikura
- Liu Mang Dan Gao Dian (FTV post-production)
- Onna Nobunaga (Fuji TV 2013)
- Koukou Nyushi (Fuji TV 2012)
- Higashino Keigo Mysteries (Fuji TV 2012, Story 6)
- Toshi Densetsu no Onna (TV Asahi 2012)  jako Tsukiko Otonashi
- Bunshin (Wowow 2012)
- GOLD (Fuji TV 2010)
- Wagaya no Rekishi (Fuji TV 2010) jako Yukari Ichinose
- Sotsu Uta (Fuji TV 2010)
- Boku no Imoto (TBS 2009) jako Saya Egami
- Soka, Mo Kimi wa Inai no ka (TBS 2009)
- Tenchijin (NHK 2009) jako Hatsune
- Fujiko F. Fujio no Parallel Space Nebumi Camera (Wowow 2008)
- Galileo: Episode Zero (Fuji TV 2008)
- Last Friends (Fuji TV 2008) jako Michiru Aida
- Proposal Daisakusen SP (Fuji TV 2008)
- Detroit Metal City (2008) jako Yuri Aikawa (głos)
- Hatachi no Koibito (TBS 2007) jako Yuri Sawada
- Ganges Gawa de Butterfly (TV Asahi 2007)
- Proposal Daisakusen (Fuji TV 2007) jako Rei Yoshida
- Mama ga Ryori wo Tsukuru Wake (Fuji TV 2007, guest)
- Romeo and Juliet (NTV 2007)
- Akechi Mitsuhide (Fuji TV 2007)
- Sêrâ fuku to kikanjû (TBS 2006) jako Izumi Hashi
- Komyo ga Tsuji (NHK 2006) jako Korin
- Hiroshima Showa 20 nen 8 Gatsu Muika (TBS 2005)
- Dragon Zakura (TBS 2005) jako Mizuno Naomi
- Yasashii Jikan (Fuji TV 2005) jako Minagawa Asusa
- Doyo Wide Gekijo Satsujin Stunt (TV Asahi 2004)
- Tobosha (TBS 2004) jako Sari Onizuka
- Honto ni Atta Kowai Hanashi Ushiro no Onna (Fuji TV 2004, ep5)
- Sakura (NHK 2002)
- Pure Soul (YTV 2001)

### Filmy
- Nasza młodsza siostra (Umimachi Diary) (2015) jako Yoshino Kauda
- Aiamuahiro (2015) jako Yabu, pielęgniarka
- The Crossing II (2015)
- The Crossing (2014)
- Wood Job! Kamusari Nana Nichijo (2014) jako Naoki Ishii
- Shenk Si Lian (2014) jako Shimura Masako
- Kiyoku Yawaku (2013) jako Kanna Seto
- Bokutachi no koukan nikki (2013) jako Kumi
- Moteki (2011) jako Miyuki Matsuo
- Gaku: Minna no Yama (2011) jako Kumi Shiina
- Tare Yori mo Kimi wo Aisu (Fuji TV 2011)
- Makowe wwzgórze|Kokuriko-Zaka Kara (2011) jako Umi Matsuzaki (głos)
- Życzenie (Kiseki) (2011) jako Kouchi Mitsumura
- Sotsu Uta (2010)
- Wagaya no Rekishi (Fuji TV 2010) jako Yukari Ichinose
- Tida-kankan: Umi to sango to chiisana kiseki (2010)
- Gunjô: Ai ga shizunda umi no iro (2009) jako Ryoko Nakamura
- Magare! Supûn (2009) jako Yone Sakurai
- Oyaji no Ichiban Nagai Hi (Fuji TV 2009)
- Soka, Mo Kimi wa Inai no ka (TBS 2009)
- Galileo: Episode Zero (Fuji TV 2008)
- Proposal Daisakusen Special (Fuji TV 2008)
- Kakushi Toride no San Akunin - The Last Princess (2008) jako Księżniczka Yuki
- Detroit Metal City (2008)
- Dom z małych kostek (Tsumiki no ie) (2008) jako (narrator)
- Sono Toki wa Kare ni Yoroshiku (2007)
- Mama ga Ryori wo Tsukuru Wake (Fuji TV 2007)
- Romeo and Juliet (2007) jako Kisato Kibei
- Butterfly At The Ganges River (2007)
- Akechi mitsuhide: Kami ni ai sarenakatta otoko (2007) jako Hiroko
- Nada sô sô | Nada Sou Sou as Kaoru (2006)
- Rough (2006)
- Touch (2005)
- Hiroshima, August 6, 1945 (TBS 2005)
- Sekai no Chuushin de, Ai wo Sakebu (2004)
- Shinkokyuu no Hitsuyou (2004)
- Godzilla Final Wars (2004)
- Godzilla vs. Mothra vs. Mechagodzilla: Tokyo SOS (2003)
- Ashura no Gotoku (2003)
- Robot Contest (2003)
- Yomigaeri (2003)
- Nagoriyuki (2002)
- Yomigaeri (2002)
- Nagoriyuki (2001)
- Kurosufaiâ (2000)